# Синявець римнус
Синявець римнус (Neolycaena rhymnus) — вид комах з родини Lycaenidae.

## Морфологічні ознаки
Розмах крил — 22-26 мм. Статевий диморфізм невиражений. Крила зверху темно-бурі, без малюнка. Низ крил також темно-бурий, але світліший з дуже характерним малюнком з білих плямочок, більш розвинутим на задніх крилах, які мають також більш-менш розвинену коричнево-руду перев'язку вздовж зовнішнього краю крила.

## Поширення
Південно-східні райони Східноєвропейської рівнини, південний Урал та частково Казахстан.
В Україні зустрічається у східних частинах Лісостепу та Степу. Дані щодо розповсюдження виду у Вінницькій області сумнівні, потребують підтвердження.

## Особливості біології
Зустрічається на ділянках кам'янистих степів та рідколісь із заростями карагани кущової, особливо на схилах річкових терас та ярів. Дає 1 генерацію на рік. Літ метеликів триває з другої половини травня до середини (іноді до кінця) червня. Самиця відкладає яйця по одному на молоді стебла карагани кущової — єдиної кормової рослини гусені в Україні. Заляльковування відбувається на гілках карагани.

## Загрози та охорона
Загрози: ймовірно, руйнування місць перебування виду (розорювання та заліснення степу), випалювання трави.
Занесений до червоної книги МСОП та Червоної книги денних метеликів Європи. Як компонент біоценозу охороняється в Українському степовому та Луганському ПЗ. Доцільно створити ентомологічні заказники у місцях з високою чисельністю виду з метою збереження характерних для метелика біотопів.